# Lago di Montorfano
Il lago di Montorfano (Lagh de Muntorfan in lombardo) è un lago situato in provincia di Como nel comune omonimo. Il lago è contenuto nella Riserva regionale Lago di Montorfano. Il lago fa parte di un gruppo di laghi briantei racchiusi tra i margini meridionali del lago di Como in una zona nota con il nome di "Triangolo Lariano", compresa tra Como, Bellagio e Lecco.
Questo lago è il più piccolo tra i bacini presenti nella zona dell'Alta Brianza, compresi in una fascia di 18 km di larghezza per 6 di altezza. Una caratteristica tipica di questo bacino è data dalla particolare forma tondeggiante, non molto comune per laghi di questo tipo. 
Montorfano è un paese della provincia di Como che si affaccia sul lago omonimo e prende il nome dal monte solitario, isolato, lontano e staccato dagli altri monti che lo sovrasta il Monte Orfano (Mons Orphanus – alto 554 metri) coperto da robuste piante sulla cui cima, scoscesa ed impraticabile a settentrione, digradante dolcemente sul versante meridione verso il paese Montorfano e Como, sono ancora visibili i resti di un complesso fortificato del II e III secolo a.C. completamente abbandonati. Dopo le campagne di scavi del 1973 e del 1979 i resti del castrum sono stati completamente abbandonati.

## Geografia fisica

### Morfologia
Il lago di Montorfano è uno specchio d'acqua circondato dalle colline moreniche che si innalzano coperte da una lussureggiante vegetazione a sud-est di Como.

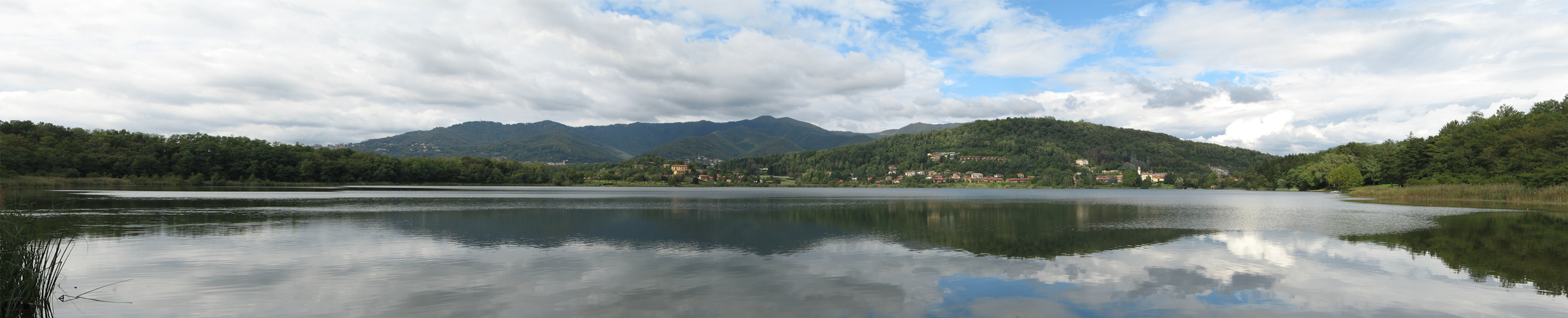
Il lago di Montorfano.

Questo lago, originato da uno sbarramento morenico, è il più piccolo dei laghi brianzoli pedealpini, ha forma tondeggiante e un'età compresa tra i diecimila e i quindicimila anni. L'uomo attratto dalla sua posizione vi si è stabilito già all'epoca delle palafitte durante l'Età del Bronzo, sulla riva settentrionale del lago furono trovate degli importanti resti di un insediamento palafitticolo (XIV-XII secolo a.C) altre testimonianze archeologiche sono riscontrabili tra la sponda sud occidentale del lago e il monte Croce di Capiago. In inverni particolarmente freddi la superficie del lago veniva coperta da uno strato di ghiaccio che poteva raggiungere anche 50-60 centimetri.

### Geologia
Una prima ipotesi sull'origine di questo e degli altri laghi marginali prealpini (lago di Como, lago Maggiore, lago d'Iseo, lago di Garda) attribuiva la loro formazione all'azione di escavazione glaciale pleistocenica. Questa teoria è stata in seguito rielaborata sulla base di argomentazioni geologiche, strutturali e geomorfologiche, in seguito alla scoperta di evaporiti di mare poco profondo sotto la pianura abissale del Mediterraneo. Il Miocene superiore fu, infatti, teatro della Regressione Messiniana, un sensibile abbassamento del livello medio del mare (2000 metri sotto il livello attuale).
A questa evaporazione seguì un'attiva azione escavante dei grandi fiumi, che si resero autori dell'incisione di profondi canyon che accolgono i grandi laghi attuali. Queste depressioni vallive vennero poi invase dal mare nel periodo della Trasgressione Pliocenica, con conseguente riempimento da parte di materiale sedimentario. Questo evento è testimoniato dai profili verticali a V di queste valli, che si chiudono a profondità maggiore delle attuali platee di fondo. Su questo materiale sedimentario agirono in ultimo i ghiacciai, durante l'espansione glaciale del Quaternario, che trasformarono definitivamente tali valli in laghi per sbarramento con morene frontali, costruite in parte con gli stessi sedimenti marini del riempimento pliocenico e in parte da materiale terrestre.
Il lago di Montorfano risale, in particolare, all'ultima grande glaciazione, avvenuta durante il periodo Würmiano, tra centomila e diecimila anni fa. Lungo il solco glaciale si insinuarono enormi lingue, provenienti dalle Alpi retrostanti, che si spinsero fino alle attuali aree collinari della alta pianura comasca. Nell'area di Como la massa di ghiaccio deviò verso Sud-Est a causa dei rilievi della Spina Verde. La presenza del Monte Orfano, formato da rocce sedimentarie marine sollevate da movimenti tettonici che formarono le Alpi, costituì un ostacolo ulteriore al movimento del fronte del ghiacciaio. Le cerchie collinari moreniche, formate da detriti trasportati a valle del ghiacciaio, sono testimoni di questi fenomeni.
Il lago di Montorfano è inserito in una cerchia morenica würmiana caratterizzata a monte da sbarramenti morenici più recenti.
I depositi glaciali, costituiti da sabbia e limo contenenti lenti ghiaiose miste a sabbia, non hanno caratteristiche di permeabilità tali da garantire un buon deflusso sotterraneo; essi sono, inoltre, poco spessi e sostenuti dalla roccia calcarea (nota come “calcare di Montorfano”) e da strutture poco permeabili dette “gonfoliti”.
In sintesi la struttura idrogeologica dell'area presenta:
- substrato roccioso poco profondo che circonda quasi tutto il lago, tranne che a est, ricoperto da depositi morenici per almeno il 75%
- nella zona orientale, sprovvista di substrato roccioso superficiale, le morene würmiane ricoprono materiale sedimentario più antico. In questa zona sono presenti ghiaie e sabbie poco spesse. Sotto i depositi morenici si hanno alcune decine di metri di ghiaie e argille, più spessi verso est. All'interno di queste strutture esiste un importante acquifero, poco studiato[senza fonte]

### Idrografia
La superficie del lago è di 0,46 km² a una quota di 396,6 metri s.l.m.. Intorno al lago esiste una zona a canneto di circa 0,1 km². Il lago è lungo 970 metri e largo 780 metri. Complessivamente la linea di costa è di 2,67 km. L'indice di sinuosità del lago è di circa 1,1 con una profondità massima di circa 6,8 metri e una profondità media di 4 m.
Complessivamente il bacino imbrifero del lago di Montorfano è di 1,90 km² (compreso il lago). Il punto più alto del bacino è posto a 554 m s.l.m. (Monte Orfano). Il rapporto tra area del bacino (compreso il lago) e l'area del lago è di 4,1. Il tempo medio di ricambio è di circa 1,5 anni.
Il lago e il suo bacino imbrifero fanno parte del bacino idrografico del torrente Seveso. Il territorio intorno al lago non presenta caratteristiche tali da evidenziare la presenza di importanti immissari, neppure in tempi passati. L'approvvigionamento idrico del lago è principalmente fornito dal ruscellamento di acque meteoriche provenienti dalla cerchia morenica circostante. Sono però note alcune sorgenti sotterranee dovute alla presenza di una falda acquifera che affluisce sul fondo del lago. Esiste poi una sorgente visibile nei pressi del settore orientale del lago.
Il lago è posto sopra a uno strato di argille limose impermeabili che impediscono alle acque di infiltrarsi nel sottosuolo. Nel corso dei secoli la tendenza evolutiva di questo lago è quella di interrarsi progressivamente con la formazione prima di un'area paludosa. Come gli altri laghi briantei, anche questo lago ha una tipica morfologia con sponde basse e scarsa profondità che facilita processi di riempimento a causa di apporti di sedimenti terrigeni.

#### Livello e temperatura dell'acqua
La temperatura è il primo fattore fisico preso in considerazione, essendo estremamente importante nello studio dei laghi.
Il lago di Montorfano per la maggior parte dell'anno non presenta una stratificazione termica stabile a causa della modesta profondità. I valori di temperatura delle acque, pressoché uniformi in autunno e inverno, presentano differenze massime fra valori superficiali e di fondo in giugno e in agosto (rispettivamente 4,3 °C e 6,2 °C), mentre in luglio le temperature, pur aumentando rispetto al mese precedente (21,5 °C contro 19,1 °C), risultano uniformi sull'intera colonna d'acqua. Si è osservato che già a partire da settembre la stratificazione termica scompare. Il lago è risultato interamente coperto da ghiaccio a partire dalla metà di dicembre del 1991 sino alla fine di febbraio del 1992. Il valore massimo di temperatura si è registrato in agosto (28,2 °C), mentre quello minimo (4,2 °C) in dicembre. La media annuale della temperatura risulta essere di 14,4 °C.
Un'altra importante variabile considerata da Garibaldi e Varallo (1992) è la concentrazione di ossigeno. L'andamento di questo parametro lungo la colonna d'acqua e nel corso delle stagioni riflette la termica lacustre e i processi di produzione algale. In giugno e, in modo ancora più marcato, in agosto e in settembre, si riscontra un notevole consumo di ossigeno alla massima profondità, con valori prossimi allo zero. La diminuzione dell'ossigeno alla profondità di 6 metri mostra una discontinuità in luglio, quando le concentrazioni sono uniformi sull'intera colonna d'acqua, in accordo con le variazioni della termica precedentemente descritte. Si sottolinea che questa diminuzione interessa solamente lo strato più profondo del lago (10% del volume totale), così che la concentrazione media di ossigeno sull'intera massa lacustre resta al di sopra di 6,6 mg/l per l'intero periodo di studio (70% di saturazione).
Il periodo autunnale è la stagione critica per un lago per quanto riguarda l'ossigeno: la massa d'acqua più superficiale, raffreddandosi, diventa più densa e pesante e tende a scendere verso il fondo. In questo modo l'acqua più profonda, che nei laghi eutrofizzati è carente di ossigeno, mescolandosi con quella superficiale, provoca un abbassamento della concentrazione media dell'ossigeno disciolto. Il lago di Montorfano, anche durante questa stagione critica, è caratterizzato da valori sufficientemente alti di ossigeno; nettamente migliori, comunque, rispetto a quelli degli altri bacini della zona briantea.

#### Immissari ed emissari
Il lago presenta un solo emissario, il Rio del Molino (poi Roggia Vecchia), che defluisce a Est del lago verso la piana di Alzate per raggiungere, qualche km a valle il T. Terrò al confine tra Mariano Comense e Cabiate formando il tributario di sinistra del fiume Seveso.
Il lago di Montorfano riceve acque, oltre che direttamente dalla pioggia e da modestissimi punti superficiali, principalmente dal dilavamento del bacino imbrifero. Si è stimato che, in totale, questi immissari portino al lago acque alla velocità di circa 4 l/s, mentre l'emissario ha una portata media di 45 l/s. Il fatto di essere posizionato in una zona caratterizzata da clima mite impedisce forti perdite evaporative, sia dal lago che dai terreni circostanti. La portata dell'emissario è stimabile in circa il 30% delle precipitazioni, proporzionata, quindi, alla modestia degli apporti.

#### Altre caratteristiche chimiche delle acque
Utili informazioni possono essere ricavate dai valori di pH, alcalinità e conducibilità. L'andamento del pH presenta un graduale incremento da marzo a giugno (quando si raggiunge il valore massimo di 8,8), per poi diminuire gradatamente. I valori in prossimità del fondo risultano inferiori a quelli superficiali e medi del lago per l'intero periodo estivo, a causa della sovrasaturazione di biossido di carbonio conseguente ai fenomeni di demolizione della sostanza organica in sedimentazione. La elevata capacità tamponante della acque del lago di Montorfano lo accomuna a molti altri laghi dell'arco alpino. I valori medi di alcalinità nel corso dell'intero periodo di studio risultano compresi tra 1.7 e 1.81 meq/l. La variazione più evidente, che riguarda anche gli altri ioni principali e la conducibilità, è quella riscontrata tra i campionamenti di maggio e giugno quando, come conseguenza delle forti precipitazioni avvenute nel maggio del '92, si è avuta una diminuzione da 1.64 a 1.37 meq/l, a seguito del processo di diluizione. Successivamente i valori sono gradualmente aumentati. Nel caso dell'alcalinità è evidente un incremento alla massima profondità coincidente con il periodo di anossia, durante i mesi estivi, quando si ha il fenomeno della stratificazione. Tale aumento è in parte determinato dalla dissoluzione di carbonato di calcio, in sedimentazione dagli strati più superficiali, dovuta a un pH più basso e a concentrazioni di biossido di carbonio più elevate. I processi di ossido-riduzione che avvengono in ipolimnio rappresentano un'ulteriore causa dell'elevata alcalinità di questa zona. La misura della conducibilità può dare indicazioni utili sulle caratteristiche chimiche di base delle acque e sui rapporti che queste hanno con il bacino imbrifero dal quale vengono dilavati i sali. Le acque del lago in esame hanno una conducibilità media di 183 µS/cm. Il valore massimo è stato rilevato in acque di fondo nel mese di agosto e il minimo in acque di superficie nel mese di giugno. Bicarbonati, calcio e magnesio sono di gran lunga gli ioni più importanti, in quanto costituiscono da soli circa il 90% dell'intero contenuto di ioni in soluzione. Le concentrazioni di sodio e cloruri, rispettivamente 0.14 e 0.12 meq/l, risultano elevate tenuto conto della distanza del lago dal mare. Trascurabili risultano invece nel bilancio ionico le concentrazioni di ammonio e nitrati. Il contenuto globale di ioni in soluzione è di 3.88 meq/l. Le concentrazioni dell'ossigeno e degli ioni principali non sono gli unici fattori a subire una forte influenza da parte della termica lacustre. Anche le variazioni dei composti di azoto, fosforo e silicio ne risentono fortemente.
Il fosforo, in particolare, presenta lo stesso andamento della silice, con un netto aumento delle concentrazioni in giugno e agosto, soprattutto sul fondo. A basse concentrazioni di fosforo corrisponde una scarsa fioritura di alghe, un'elevata trasparenza delle acque e livelli di ossigenazione costantemente buoni. Al contrario, ad alte concentrazioni corrisponde un'abnorme fioritura di alghe, bassi valori di trasparenza e periodici deficit di ossigeno disciolto nell'acqua. Nel lago di Montorfano le concentrazioni medie del fosforo totale risultano comprese tra 0.011 e 0.016 mg P/l. Il confronto tra la concentrazione reale del fosforo misurata direttamente (0.011-0.016 mg P/l) e la concentrazione teorica (0.02 mg P/l) che il lago dovrebbe avere naturalmente, calcolata sulla base della profondità e della conducibilità elettrica delle acque, dimostra che il lago di Montorfano presenta una concentrazione di fosforo molto vicina al valore naturale. Dal confronto con le concentrazioni di fosforo presenti nei diversi laghi briantei emerge che il lago di Montorfano presenta i valori più bassi. L'andamento delle concentrazioni dei silicati reattivi segue quello del fosforo, presentando valori molto bassi a marzo e un lieve aumento delle concentrazioni medie nei mesi estivi. Nel prelievo primaverile le diatomee risultano già presenti con elevata densità, il che ne spiega i valori bassi in marzo. Nei mesi estivi, invece, l'aumento delle concentrazioni medie sino a valori medi di 0.24-0.27 mg Si/l è determinato dagli apporti delle acque tributarie. Esattamente come per l'ossigeno, anche per la silice si nota nei mesi estivi un aumento molto accentuato alla massima profondità, dove sono stati misurati valori sino a 1.4 mg Si/l, in parte attribuibile alla parziale ridissoluzione dei frustoli di diatomee in sedimentazione.
L'azoto totale inorganico, dato dalla somma dell'azoto ammoniacale e di quello nitrico, presenta variazioni stagionali, caratterizzate da un netto aumento della concentrazione in profondità durante la stratificazione termica di agosto, e contem-poraneamente da una diminuzione in superficie, con il risultato finale di una diminuzione della media ponderata. Per quanto riguarda l'azoto totale, i valori più bassi, rilevati nel periodo estivo, si collocano intorno ai 0.4 mg N/l, valore che, essendo molto più alto rispetto ai valori minimi dell'azoto totale inorganico, mette in luce la notevole importanza dell'azoto organico. Quest'ultimo presenta variazioni stagionali meno accentuate rispetto alle forme inorganiche e non sembra così pesantemente influenzato dalla stratificazione termica.

## Clima
Il lago di Montorfano si trova in un'area caratterizzata da clima mite discretamente piovoso. Questo particolare aspetto impedisce una forte evapotraspirazione del terreno e una eccessiva evaporazione dal corpo idrico. Dati recenti permettono di calcolare in 1400-2000 mm/anno l'ammontare delle precipitazioni sulla zona briantea. Tenendo conto di questo dato si calcola che la pioggia caduta sul bacino di Montorfano ammonti mediamente a 120 l/s, distribuiti nel corso dell'intero anno. Il 25% circa delle precipitazioni annuali cadono direttamente sul lago, mentre il restante 75% finisce sul terreno.
La temperatura media annua risulta essere intorno ai 13 °C. Questo dato ha permesso di stimare in 16 l/s circa l'evaporazione diretta dal lago e in 30 l/s l'evapo-traspirazione dai terreni compresi nel bacino imbrifero. Nel complesso è necessario notare, però, che le precipitazioni massime si hanno in primavera e in autunno.

## Ambiente

### Flora e fauna
La costante presenza della luce, che raggiunge il fondo del lago lungo tutta la sua estensione, assicura un forte sviluppo vegetale sia a livello microscopico che macroscopico.
A partire dalla fascia ripariale, dove è spesso presente una copertura vegetale “a canneto”, andando verso il centro del bacino si trovano, ancorate al substrato di fondo ma con porzioni galleggianti in superficie, molti tipi di piante, tra le quali: la Castagna d'acqua (Trapa natans), il Nannufaro (Nuphar luteum) la Ninfea (Nymphaea alba); i rappresentanti dei generi Potamogeton, Myriophyllum, Ceratophyllum e altri ancora presentano invece una collocazione semisommersa o sommersa, con specie come il Ceratophyllum demersum, capace di radicare su fondali sino a una decina di metri. Fra le funzioni svolte da questa componente vegetale spiccano quelle di produrre ossigeno, di dare rifugio agli avannotti nonché di agire da “filtro biologico” nei confronti delle sostanze inquinanti trascinate dalle piogge verso il lago.
La vegetazione di ripa è costituita per lo più da Phragmites australis, Typha latifolia e Schoenoplectus lacutris, con presenza di Iris pseudacorus. Più arretrata, dopo alcune zone a graminacee, vi è una fascia boschiva con castagni, querce, salici, robinie e ontani neri.
A una tale abbondanza di vegetali, così come accade per ogni ambiente naturale, corrisponde molta ricchezza nel popolamento animale; infatti, per quasi tutti i laghi briantei si può parlare di situazione in cui l'ecosistema considerato possiede di per se stesso una elevata capacità produttiva. È proprio grazie all'abbondanza di alghe microscopiche che i piccoli animali costituenti lo zooplancton possono proliferare diventando insostituibile fonte di cibo per organismi di taglia maggiore.
La composizione della comunità ittica dei laghi briantei risulta ovviamente influenzata dalla morfologia e dalle caratteristiche fisico-chimiche che ne derivano: sono quindi solitamente assenti quelle specie ospitate normalmente nel pelago dei laghi profondi. Inoltre, le specie ittiche che nei grandi laghi della zona sono segregate nella ristretta zona litorale, tendono, negli ambienti lacustri minori, a occupare tutta l'estensione del bacino; tale fenomeno viene ulteriormente favorito dall'esigenza, radicata nella quasi totalità di queste specie fitofile, di deporre le uova necessariamente su di un substrato vegetale che, come detto in precedenza, qui è particolarmente abbondante.
Le specie più rappresentate sono: la scardola (Scardinius erythrophthalmus), il pesce persico (Perca fluviatilis) e il persico trota (Micropterus salmoides); di rilievo anche la presenza della tinca (Tinca tinca) e del persico sole (Lepomis gibbosus); tra le specie che figurano in quantità minore si possono trovare: la carpa comune (Cyprinus carpio), il luccio (Esox lucius), il ghiozzo (Padogobius bonelli) e l'anguilla (Anguilla anguilla); il triotto (Leucos aula), che in passato risultava piuttosto comune nel lago, ha subito una drastica riduzione. Anche la popolazione di alborella (Alburnus arborella) appare limitata, presentando per di più caratteri ibridi. Questa specie sembra penalizzata sia dalle condizioni ambientali che si creano durante i mesi estivi, quando la carenza di ossigeno negli strati profondi costringe la fauna ittica a elevate temperature in strati superiori, sia dalla competizione alimentare con altre specie di recente diffusione. Recenti ricerche, infatti, hanno fatto sorgere preoccupazioni nei riguardi della scardola e per la recente presenza di due specie alloctone quali il gardon (Rutilus rutilus)) e l'abramide (Abramis brama).

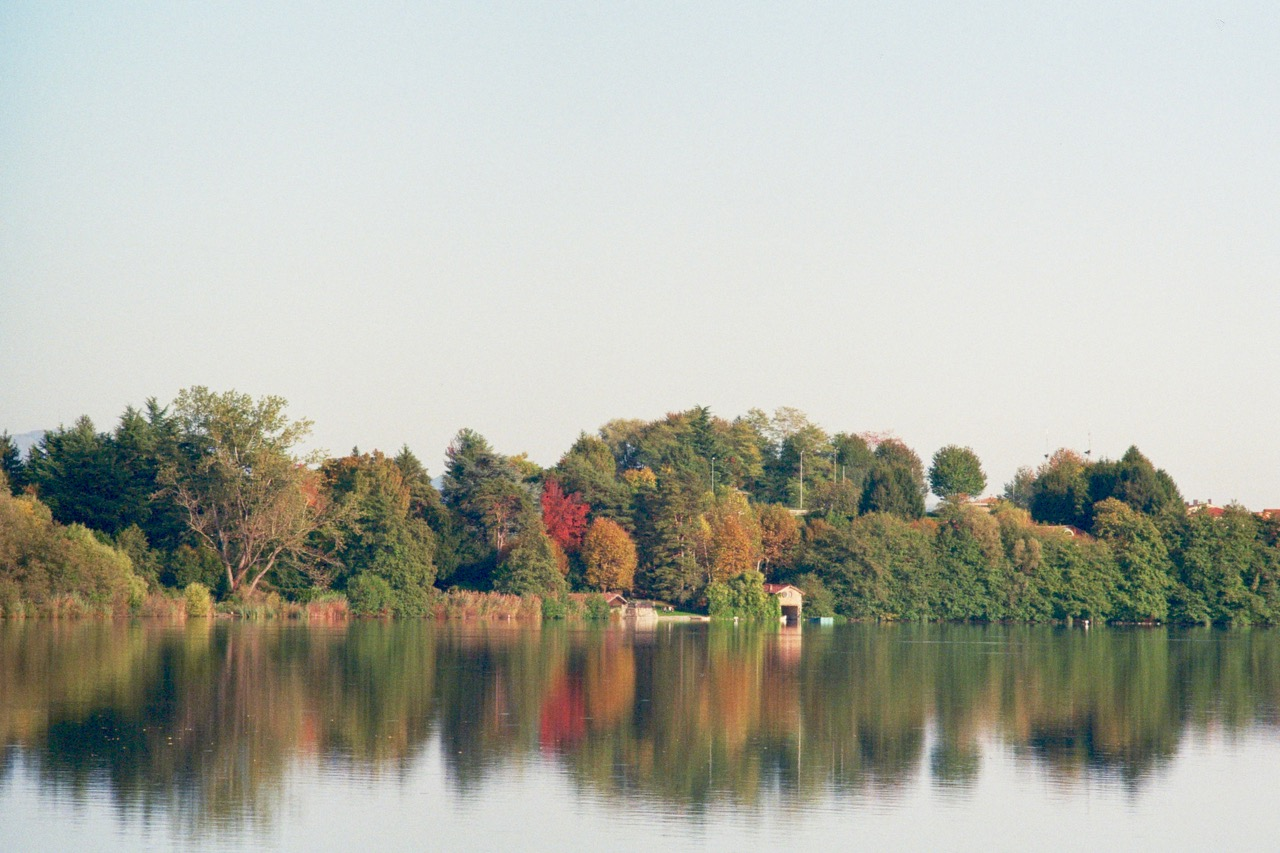
Alberi sul lago
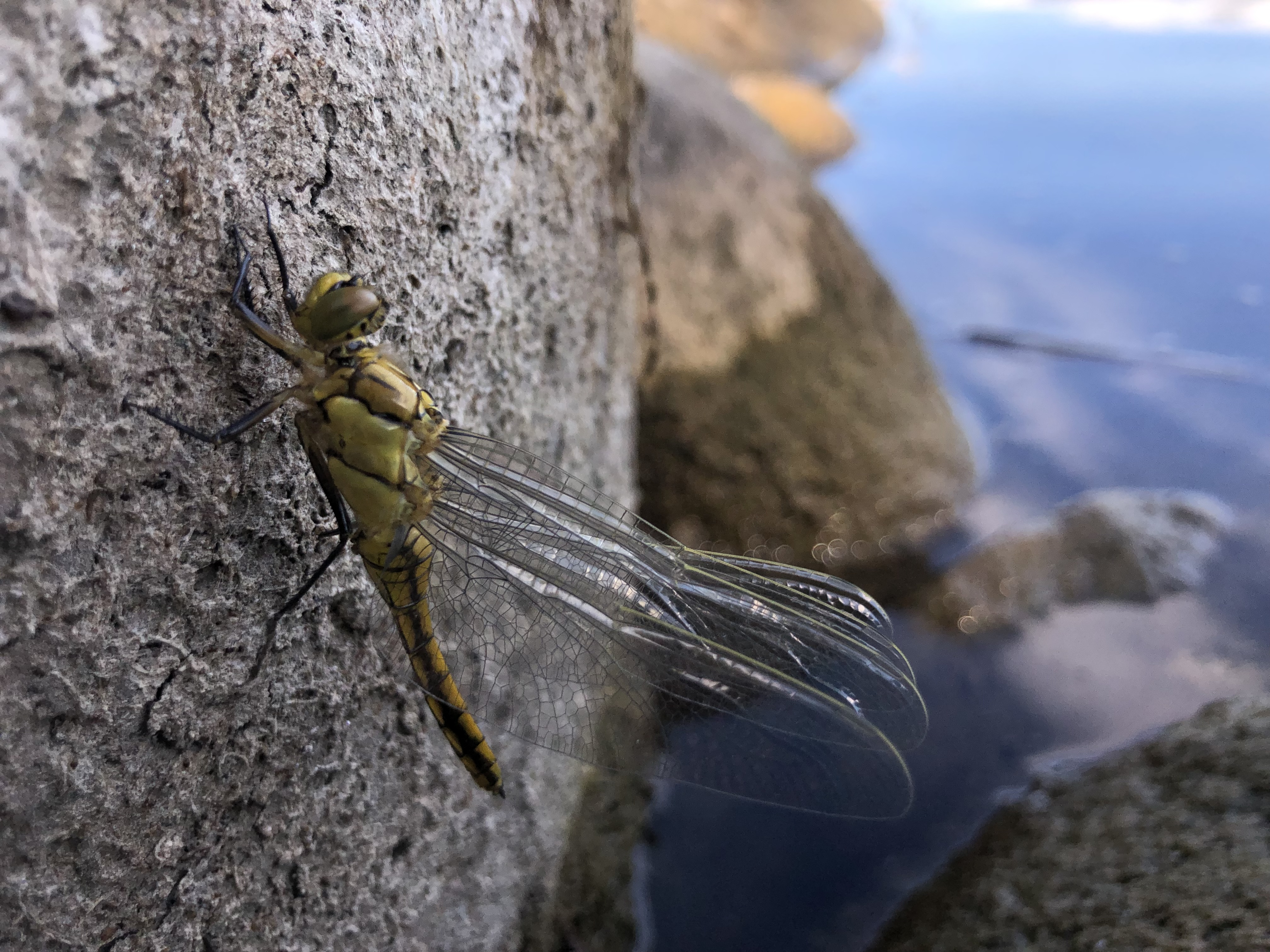
Libellula
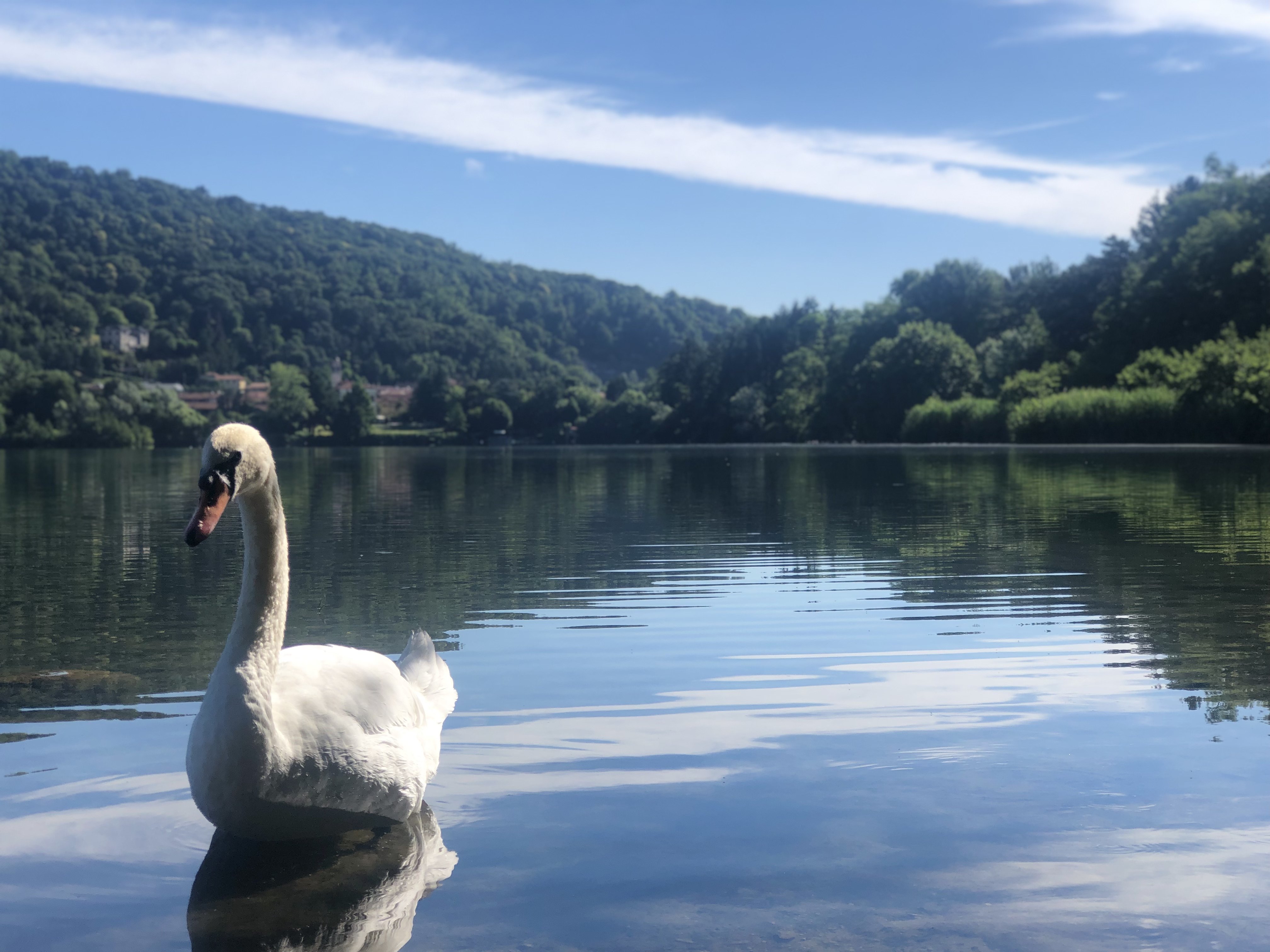
Cigno
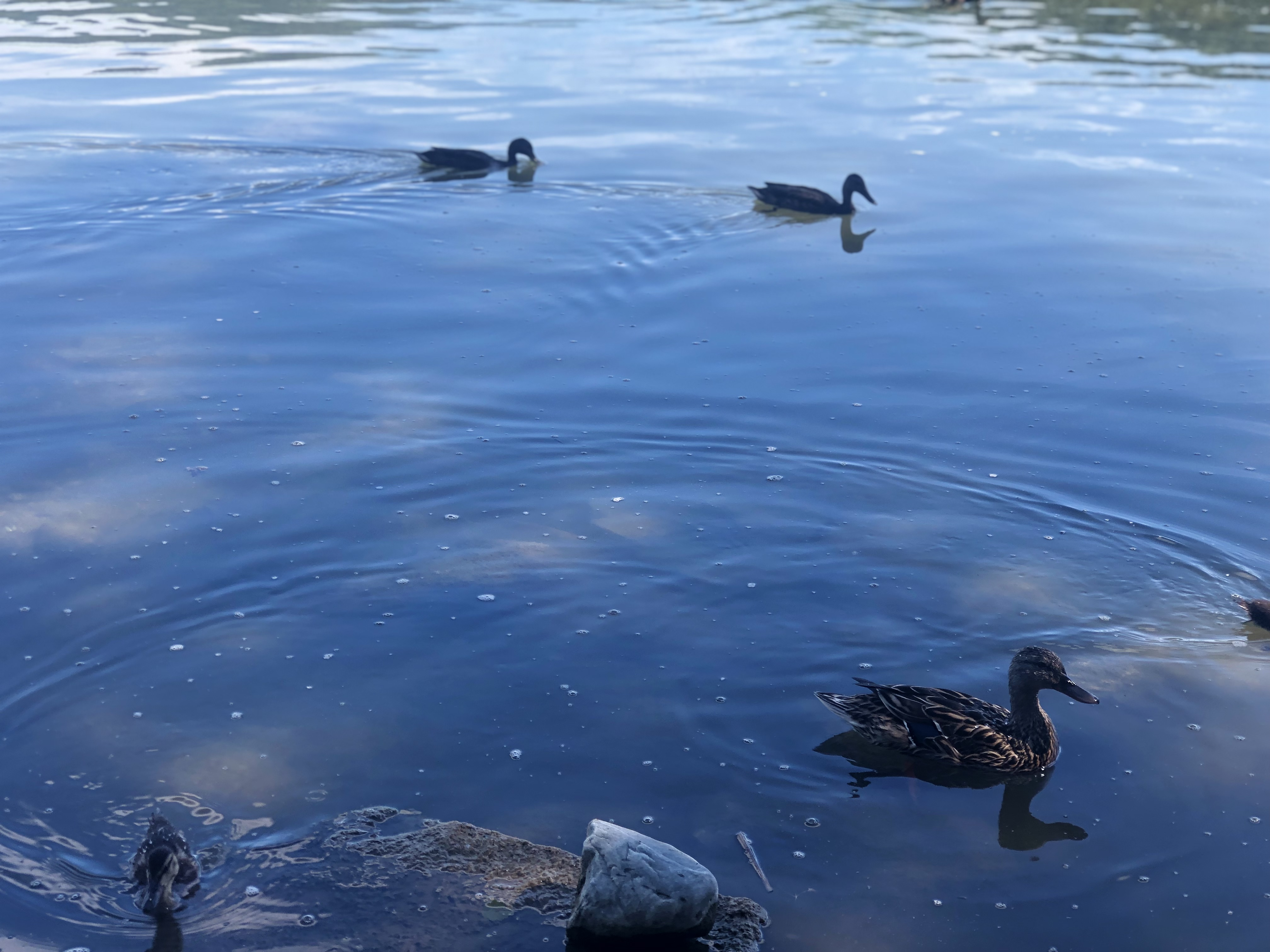
Anatre al lago di Montorfano

#### Popolamento fitoplanctonico
Altri valori estremamente utili per classificare gli ambienti lacustri sono la misura della trasparenza e quella della clorofilla. La profondità di penetrazione della luce consente di valutare la potenzialità produttiva di un ambiente acquatico. Può essere utile conoscere quale sia lo spessore della fascia d'acqua superficiale entro la quale l'attività produttiva delle alghe fitoplanctoniche prevale su quella respiratoria per stabilire il punto di compensazione in cui produzione primaria e respirazione si equivalgono.
Il lago di Montorfano ha una trasparenza media annua di 4,2 metri, con minima di 2,5 metri (ottobre) e massima di 6,1 m (aprile). Questi valori, se confrontati con il valore di profondità massima (6,8 m), indicano l'alta trasparenza delle acque di questo lago, che è dunque caratterizzato da uno strato fotico pari alla profondità del bacino stesso.
I valori di clorofilla sono compresi tra il massimo di 0.039 mg/l di giugno, alla massima profondità, al minimo di 0.001 mg/l di aprile, nei primi due metri d'acqua. La media annuale è di 0.0071 mg/l. Le punte massime sono spiegabili con la stratificazione delle acque: si determina un accumulo di cellule algali, in massima parte Crucigeniella rectangularis, sul fondo che, data l'esigua profondità del lago, rimane sempre fotico. Valori medi che superano i 0.01 mg/l si osservano per un'abbondanza di colonie di Merismopedia tenuissima, a giugno per un forte sviluppo di Crucigeniella rectangularis e in settembre per l'instaurarsi di una comunità ricca e abbondante in cui dominano le tre specie di Cyclotella comensis, Dinobryon sociale e Chlorella vulgaris.
L'andamento di questi due ultimi parametri è ben correlato con i valori della densità del popolamento fitoplanctonico; infatti, è in giugno e in settembre che si ha la massima espansione della comunità, mentre in aprile tale espansione è minima. L'esame della composizione specifica delle comunità fito-planctoniche e quello della densità numerica relativamente modesta con cui si presentano testimoniano il buono stato in cui si trovano le acque del lago di Montorfano. Lo scarso sviluppo delle cianoficee, in particolare dei generi più noti come indicatori biologici di acque ricche di nutrienti, quali Anabaena, è un indice significativo che conferma la modesta trofia di questo lago. La presenza di Crisoficee, Criptoficee e Dinoficee non è mai stata rilevante nel popolamento fitoplanctonico del Montorfano. La classe delle Cloroficee è invece rappresentata da un alto numero di specie (circa 40). Nei mesi estivi, Scenedesmus quadricauda e Chlorella vulgaris dominano la composizione del fitoplancton, mentre nei restanti mesi è Crucigeniella rectangularis la specie sicuramente più numerosa e frequente. In generale, la densità algale totale varia, nel corso dell'anno, da 1000 a 5000 cellule/ml con punte di massima in settembre e di minima in aprile. La biomassa totale della comunità fitoplanctonica raggiunge valori massimi compresi tra 3.000 e 5.000 mm3/m3. Durante il corso della ricerca, sono state identificate circa 100 specie, di cui solamente 30 sono le più frequenti.

### Inquinamento
All'interno dello studio limnologico sui laghi della Brianza, pubblicato da Bonomi e collaboratori nel 1967, si può trovare una prima indagine sul lago di Montorfano dal punto di vista chimico e delle popolazioni planctoniche e bentoniche presenti. Da questa prima analisi è stato subito messo in evidenza come il lago si distinguesse chiaramente dagli altri bacini briantei per il suo basso livello di trofia e la buona ossigenazione delle acque. Successivamente queste caratteristiche hanno trovato riscontro nell'ambito di altri studi effettuati da Bianucci e Ribaldone nel 1972, da Gerletti e Marchetti nel 1977 e da uno studio svolto dall'Istituto Italiano di Idrobiologia nel 1977. Un rapporto tecnico, presentato dal Dipartimento di Biologia dell'Università degli Studi di Milano nel 1992 ha confermato che il lago conserva un livello di mesotrofia, nonostante un sensibile peggioramento della qualità delle acque si sia verificato durante i pur brevi periodi di stratificazione termica.
Le acque del lago di Montorfano si possono ancora considerare in buone condizioni. Infatti mancano scarichi industriali diretti nell'ambito del bacino del lago e le amministrazioni comunali interessate hanno promosso interventi per indirizzare gli scarichi fognari lontano dalla conca lacustre. Va sottolineata, inoltre, l'assenza di estese zone agricole in vicinanza delle sponde. Gli unici apporti potenzialmente inquinanti sono quelli provenienti da insediamenti turistici temporanei, legati all'attività del campo da golf e alla balneazione. Nonostante ciò, l'equilibrio che attualmente caratterizza il lago è estremamente fragile e precario, considerate anche le piccole dimensioni e lo scarso ricambio idrico.
Dal lato idrogeologico lo specchio d'acqua si trova al limite dell'equilibrio; quindi, anche se le condizioni di alimentazione sono buone, interventi non opportuni potrebbero portare a una grave alterazione del suo bilancio idrico. Le quantità dei nutrienti misurabili nelle acque sono ancora modeste, anche se risultano aumentate rispetto ad alcuni decenni or sono, così da far rientrare il suo livello produttivo nell'ambito della mesotrofia, non discostandosi molto dalla situazione trofica originale. Tuttavia i valori elevati di fosforo totale a contatto del sedimento e la presenza di alcuni gruppi algali, quali i cianobatteri, nel comunque modesto popolamento fitoplanctonico, sono sintomi di uno stato di equilibrio precario.
Nello studio effettuato nel 1992 sono state considerate numerose variabili limnologiche ai fini di una analisi delle condizioni idrobiologiche del lago di Montorfano.

## Storia
I Golasecchiani dell'Età del Ferro si erano stanziati nella zona e costruirono sul Monte Orfano un castrum, in seguito furono assoggettati dagli Insubri, popolazione di origine gallica.
Nel 196 a.C. gli Insubri furono sconfitti dal generale romano Marco Claudio Marcello. Con la caduta dell'Impero romano questa zona viene abbandonata per un lungo periodo fino al Medioevo.
Il castrum sul Monte Orfano venne ripristinato per esigenze strategiche e di segnalazione e venne incluso in una serie di fortificazioni usate per la trasmissione di messaggi che dall'alta Valtellina facevano capo al Castello Baradello di Como. Il castello fu scelto come rifugio dai soldati di Federico Barbarossa e forse dell'imperatore stesso dopo la sconfitta di Tessera nel 1160 presso Carcano.
Durante le lotte per la supremazia tra Como e Milano fu un importante punto di riferimento poiché dalla Rocca del monte si riusciva a controllare la pianura milanese. La rocca fu più volte abbattuta e ricostruita finché nel 1600 Carlo V abbatté definitivamente la fortezza. Dal 1600 dunque Montorfano perse la sua importanza. Il borgo formatosi all'ombra del castello si trovò spesso al centro delle dispute e non offre costruzioni di particolare valore artistico, a eccezione della cinquecentesca piazza del paese con il Municipio, il monumento ai Caduti, l'antichissima Parrocchiale dedicata a San Giovanni Evangelista: le prime notizie risalgono al 1044 e le successive ristrutturazioni l'hanno portata allo stato attuale e di tre ville.
Vicino al lago sorge la più bella e antica di queste dimore. È di proprietà di una degli ultimi discendenti della nobile famiglia dei Mandelli, feudatari della zona dal tempo di Ottone I di Sassonia (962), anche il lago era di proprietà dei Mandelli. La stanza più bella e interessante della villa è la Sala d'Armi, dove si possono ammirare le armi degli antichi Mandelli e un grande quadro raffigurante l'albero genealogico della casata.

## Geografia antropica
Sul piano territoriale e istituzionale il lago ricade nel Comune di Montorfano. Con il canneto che lo cinge e il suo bacino è stato dichiarato dapprima “biotopo”, poi “riserva naturale”, ovvero zona protetta di notevole interesse naturalistico. La riserva naturale “Lago di Montorfano” è un'entità territoriale inserita nel primo elenco dei biotopi e geotopi, approvato con deliberazione del Consiglio Regionale della Lombardia in data 3/12/1981. Proprio le particolarità dell'ambiente hanno portato all'istituzione della Riserva naturale lago di Montorfano con delibera consiliare nel 1984 che ha come obiettivo la salvaguardia di questo delicato ecosistema che coincide con il tipico paesaggio della brughiera.
L'attuale Consiglio di Amministrazione è in carica dal mese di marzo del 2010. Il presidente è Paolo Besana.